# あなたへモーニングコール
『あなたへモーニングコール』は、TBSラジオをキーステーションとしたJRN系列全国32局（MBS、ABCを除く。理由は後述）とラジオ大阪（NRN単独加盟）の全33ラジオ放送局で早朝に放送していた音楽・情報番組。2001年10月2日開始、2013年3月31日終了。
略称は「あなモニ」。また、番組表によっては、「あなたへ」「Mコール」「朝」「M」と省略表記される場合もある。

## 概要
2001年9月に終了した『歌うヘッドライト』の後継番組としてスタート。『ヘッドライト』が対象としていたトラックドライバーだけでなく、夜更かしをして聴く人や早朝から起きている高齢者も聴取層に想定し、番組内容は幅広いものとなっている。番組内で流される楽曲は古今東西・ジャンルを問わない。
また、『ヘッドライト』時代の生放送から撮って出し方式の録音番組となったのも大きな違いである。これは遅れてネットし、かつ非JRN局（NRN単独）のラジオ大阪に配慮してのものである。
放送開始当初は火曜日から土曜日（新聞番組表の上では平日深夜）の放送だったが、2003年4月からは月曜日（同日曜日深夜）、また2004年4月からは日曜日（同土曜日深夜）の放送も始まり、月曜日 - 日曜日対応番組となっている。
創価学会の単独提供。なお、2011年3月11日に発生した東北地方太平洋沖地震（東日本大震災）を受け地震発生当日から3月15日まで番組を休止。3月16日から放送を再開するも、この日から創価学会による番組提供は見合わせ、CMは全てACジャパンに差し替えられたが、5月9日放送分から再開された。
2013年3月31日の放送をもって放送終了、11年半もの長い歴史に幕を下ろした。最終回は番組最末期のパーソナリティ4人（高田景子・井伊恭子・夏目真紀子・林さやか）で担当した。11年半の放送で全4065回となった。
なお、スポンサーの創価学会は、2013年4月から始まった週一回の1時間番組『明日へのエール〜ことばにのせて〜』の提供に移行した。

## パーソナリティ
- 長友姫世（火曜日・水曜日、2001年10月2日 - 2003年3月26日→月曜日・火曜日、2003年4月7日 - 9月23日）
- 戸井由美子（木曜日・金曜日、2001年10月4日 - 2003年3月28日）
- 斎藤千夏（土曜日、2001年10月6日 - 2003年3月29日→金曜日・土曜日、2003年4月4日 - 2011年9月30日）
- 下山幸子（水曜日・木曜日、2003年4月2日 - 2004年3月25日）
- 川越こず恵（月曜日・火曜日、2003年9月29日 - 2007年3月27日）
- 松岡みゆき（水曜日・木曜日、2004年3月31日 - 2005年3月31日）
- 荒川れん子（日曜日、2004年4月4日 - 2005年4月3日）
- 高田景子（水曜日・木曜日、2005年4月6日 - 2013年3月28日）
- 千綿舞子（日曜日、2005年4月10日 - 2007年3月25日→月曜日・火曜日、2007年4月2日 - 2008年1月29日。出産準備に入るため降板）
- 井伊恭子（日曜日、2007年4月1日 - 2013年1月6日→月曜日・火曜日、2013年1月14日 - 3月26日）
- かわすみきみの（月曜日・火曜日、2008年2月4日 - 2009年3月31日）
- 竹井志織（月曜日・火曜日、2009年4月6日 - 2013年1月8日）
- 夏目真紀子（金曜日・土曜日、2011年10月1日 - 2013年3月30日）
- 林さやか（日曜日、2013年1月13日 - 3月31日）

## 放送ネット局と放送時間帯
曜日は日付上。

### 月曜日 - 日曜日 朝4:00 - 5:00
- TBSラジオ
- HBC 北海道放送
- RAB 青森放送
- ABS 秋田放送
- IBC岩手放送
- YBC 山形放送
- TBC 東北放送[1]
- rfc ラジオ福島
- YBS 山梨放送
- SBC 信越放送

- BSN 新潟放送
- SBS 静岡放送
- CBC 中部日本放送
- MRO 北陸放送
- FBC 福井放送
- RSK 山陽放送
- BSS 山陰放送
- KRY 山口放送
- JRT 四国放送
- RNC 西日本放送

- RNB 南海放送
- RKC 高知放送[1]
- RKB毎日放送
- NBCラジオ佐賀
- NBC 長崎放送
- OBS 大分放送
- RKK 熊本放送
- MRT 宮崎放送
- MBC 南日本放送
- RBC 琉球放送

### 月曜日 - 日曜日 朝5:00 - 6:00
- OBC ラジオ大阪

大阪地区では、『歌うヘッドライト』時代にネットしていた毎日放送が創価学会・聖教新聞のCMを流さない方針だった ためネットを退き、また同じJRNに属するものの『ヘッドライト』をネットしなかった朝日放送も編成の都合上ネットできないため、JRNに加盟していないラジオ大阪で他局より1時間遅い5:00 - 6:00に放送されていた。ラジオ大阪では、この直前の3:00 - 5:00に同じNRN文化放送の『走れ!歌謡曲』（火曜日 - 土曜日）を同時ネットしており、他地区では同時刻に放送されている番組が連続で放送されていた。ちなみに、2009年4月より毎日放送は創価学会・聖教新聞のラジオでのCM放送を再開したが、スポンサーの関係と編成上の都合もあり、結局番組終了までラジオ大阪での放送を継続した。

### 月曜日を除く 朝4:00 - 5:00
- WBS 和歌山放送

月曜日は放送休止（メンテナンス）中であるためネットしていない（AM波の一部地域とradikoではラジオ大阪あるいは中部日本放送を通じて補完聴取可能）。

### 日曜日のみ 朝4:00 - 5:00
- KNB 北日本放送
- RCC 中国放送

両局では、ラジオ大阪と同様に火曜日から土曜日まで『走れ!歌謡曲』をフルネットしている。かつては同番組の日曜版もネットしていたが、放送を終了したため2006年4月9日から日曜日のみ当番組のネットを開始した。月曜日は放送休止（メンテナンス）中のため、ネットしていない。
なお、月曜日 - 日曜日放送されていない地域では「radiko復興支援プロジェクト」で、IBC・TBC・rfcが2012年3月末まで期間限定の全国同時配信を行っていたため、そちらで補完聴取が可能であった。

## パーソナリティとネット局数の変遷
| 年度・期間   | 月曜                      | 火曜           | 水曜       | 木曜       | 金曜       | 土曜       | 日曜       | ネット局数 | ネット局数  | ネット局数 | ネット局数 |
| 年度・期間   | 月曜                      | 火曜           | 水曜       | 木曜       | 金曜       | 土曜       | 日曜       | 月曜       | 火曜 - 金曜 | 土曜       | 日曜       |
| ------------ | ------------------------- | -------------- | ---------- | ---------- | ---------- | ---------- | ---------- | ---------- | ----------- | ---------- | ---------- |
| 2001年10月 - | 斎藤千夏 (ラジオ大阪のみ) | 長友姫世       | 長友姫世   | 戸井結美子 | 戸井結美子 | 斎藤千夏   |            | (1)        | 28          | 28(27)     |            |
| 2003年4月 -  | 長友姫世                  | 長友姫世       | 下山幸子   | 下山幸子   | 斎藤千夏   | 斎藤千夏   | 8          | 27         | 27          |            |            |
| 2003年10月 - | 川越こず恵                | 川越こず恵     | 下山幸子   | 下山幸子   | 斎藤千夏   | 斎藤千夏   | 27         | 28         | 28          |            |            |
| 2004年4月 -  | 川越こず恵                | 川越こず恵     | 松岡みゆき | 松岡みゆき | 斎藤千夏   | 斎藤千夏   | 荒川れん子 | 30         | 31          | 31         | 1          |
| 2005年4月 -  | 川越こず恵                | 川越こず恵     | 高田景子   | 高田景子   | 斎藤千夏   | 斎藤千夏   | 千綿舞子   | 30         | 31          | 31         | 30         |
| 2006年4月 -  | 川越こず恵                | 川越こず恵     | 高田景子   | 高田景子   | 斎藤千夏   | 斎藤千夏   | 千綿舞子   | 30         | 31          | 31         | 32         |
| 2006年10月 - | 川越こず恵                | 川越こず恵     | 高田景子   | 高田景子   | 斎藤千夏   | 斎藤千夏   | 千綿舞子   | 30         | 31          | 31         | 33         |
| 2007年4月 -  | 千綿舞子                  | 千綿舞子       | 高田景子   | 高田景子   | 斎藤千夏   | 斎藤千夏   | 井伊恭子   | 30         | 31          | 31         | 33         |
| 2008年2月 -  | かわすみきみの            | かわすみきみの | 高田景子   | 高田景子   | 斎藤千夏   | 斎藤千夏   | 井伊恭子   | 30         | 31          | 31         | 33         |
| 2009年4月 -  | 竹井志織                  | 竹井志織       | 高田景子   | 高田景子   | 斎藤千夏   | 斎藤千夏   | 井伊恭子   | 30         | 31          | 31         | 33         |
| 2011年10月 - | 竹井志織                  | 竹井志織       | 高田景子   | 高田景子   | 夏目真紀子 | 夏目真紀子 | 井伊恭子   | 30         | 31          | 31         | 33         |
| 2013年1月 -  | 井伊恭子                  | 井伊恭子       | 高田景子   | 高田景子   | 夏目真紀子 | 夏目真紀子 | 林さやか   | 30         | 31          | 31         | 33         |

1. 1 2  この番組終了後、NRN系ニッポン放送のオールナイトニッポン0(ZERO)をフルでネットしている。
2. ↑  なお、毎日放送（テレビ、ラジオともに）においては、創価学会と聖教新聞のCMを流していない時期であっても、公明党と創価学会系列の学校教育機関（創価大学など）に関しては、CMの出稿（放送）の受け入れを認めている。特に、国政選挙運動期間中の公明党のCMは法解釈上政見放送や選挙公報と同様の扱いを受け、局側の都合だけでは事実上拒否できないこともあって一般企業と同じ有償扱いで受け入れを認めている。
3. ↑  番組のオープニングで「東京赤坂・TBSラジオをキーステーションに全国○○局を結んで、（パーソナリティ名）から"あなたへモーニングコール"」という言い回しがあるが、月曜日はネット局により不定期で放送休止の場合があるため「全国○○局を結んで」の部分が省略される。
4. ↑  1時間遅れでネットしているラジオ大阪は、月曜版が開始するまでは他ネット局で土曜日に放送されたものを月曜早朝に放送していた。そのため、オープニングのコメントと「今日は何の日」のコーナーはラジオ大阪のためだけに録音されたもの（事実上裏送り）に差し替えていた。
5. ↑  月曜版は2003年4月開始時のCMネット局8局ネットでスタートし、同年10月から和歌山放送を除く各局でネット開始となった。
6. ↑  青森放送は2003年4月 - 9月の間は『RAB MIDNIGHT TRAIN』の枠移動の関係でネットを中断していた。
7. ↑  西日本放送、南海放送、高知放送は2004年4月放送開始。これと同時にそれまでフルネットしていた『オールナイトニッポンエバーグリーン（火曜日 - 金曜日）/オールナイトニッポンR（土曜日、2005年4月からは日曜日も）』→『オールナイトニッポンR』を28:00で飛び降りている。南海放送・高知放送は『ヘッドライト』1時間化時にネットを打ち切って以来のJRNネット復帰である。
8. ↑  日曜版は2004年4月開始時はTBSラジオのみの放送で、その他のネット局は2005年4月からネットするようになった。ニッポン放送の『オールナイトニッポンR』をネットしていた局では飛び降りポイントをつけた局も目立った。
9. ↑  静岡放送は『走れ!歌謡曲』のネット開始がこの番組の開始より遅い2003年4月からで、その当時は当番組の日曜日の放送がなかったため日曜のみ『走れ!歌謡曲』をフルネットしたが、同番組の日曜日の放送が終了した後、スポンサーの都合がつき2006年10月8日から放送している。また同局は『走れ!歌謡曲』の放送を4時で飛び降り、4時から当番組を放送する。2007年4月からは福井放送も静岡放送同様のネット体制となった。

## コーナー

### 終了時点
- 今日は何の日?→今日はどんな日：その日の記念日や出来事を紹介する。番組開始時から終了時まで存在。
- あなモニウィークリーソング：週替わりで最新の演歌・歌謡曲を紹介する。番組開始時から終了時まで存在。
- PICK UPインディーズ：全国各地のインディーズアーティストの楽曲1曲を1週間放送する。最初のアーティストは奥華子で、番組終了までに紹介した作品数は、443。
- スポーツニュース・天気・株価・為替の情報（TBSラジオのみ）：「今日はどんな日」コーナー直後に流れる曲をバックにニュースデスクからこれらの情報を伝える（コーナーの特性上、ここではインストゥルメンタルの曲が流れる）。
- 暮らしのワンポイント
- 曜日別コーナー
  - Eトラベル（月曜日）
  - 誰かに伝えたい～小さなHappy～（火曜日）
  - あいうえ音楽館（水曜日）
  - 思い出の味、心の味（木曜日）
  - 夏目のなつメロディー（金曜日）
  - カラオケベスト・チョイス!（土曜日）
  - あなモニ頭の体操（日曜日）
  - スペシャルウィークの時、またゲストを迎える時はコーナー休止となる。
- あなモニ探偵団 ○○を探せ!（スペシャルウィークに放送）：週通しで毎回1つのテーマ（動物の名前、身に着けるものなど）を設け、それに関係した物や名前がタイトルや歌詞の中に含まれている曲を、リスナーからリクエスト形式で募集する。

### 過去
- こず恵の日本全国行ってみっぺ。（月曜日）
- 姫世の俳句でモーニング（火曜日）
- メロディ&メモリーズ（土曜日）
- あなモニ昭和（→平成）音絵巻（土曜日）
- 青春のアイドル（日曜日）
- ぐるり日本 歌めぐり（月曜日）
- 舞子のMy語録（火曜日）
- 舞子のサンデー・グッドチョイス（日曜日）
- サンデー・ミュージック・イマージュ（日曜日）
- サンデー・ミュージック・ファーマーシー効く薬（日曜日）
- 歌謡大辞典（金曜日）
- 歌謡ジュークボックス（土曜日）
- 竹井志織の旅のしおり（月曜日）

## エピソード
- 2006年4月23日の放送では、千綿舞子が風邪のため番組を欠席、高田景子が代役を務めた。
- 2006年6月14日、TBSラジオは2006 FIFAワールドカップブラジル対クロアチアを中継するため放送休止した[1]。
- 2006年6月23日、全ネット局が2006 FIFAワールドカップ　日本対ブラジルを中継するため放送休止した[2]。
- 2006年7月5日・7月6日、TBSラジオは2006 FIFAワールドカップ準決勝戦を中継するため放送休止した[3]。
- 2006年7月10日、TBSラジオ・SBS・MRTは2006 FIFAワールドカップ決勝戦を中継するため放送休止した[4]。
- 2006年8月21日、YBCは新社屋にラジオシステムを移転するため放送休止した。
- 2007年8月1日、放送回数が2000回に達し、その記念として番組後半からは高田景子に加え番組初代パーソナリティ長友姫世と斎藤千夏の3人で進行された。
- 2007年11月12日・11月19日、CBCラジオはメンテナンスのため放送休止した。
- 2010年1月1日と2011年1月1日[5] と2012年1月2日、TBSラジオのみで当番組の「新春スペシャル」を19時から2時間放送した。
- 2010年4月27日、放送回数が3000回に達した。
- 2010年6月25日、全ネット局が2010 FIFAワールドカップの日本対デンマーク戦を中継するため放送休止した。
- 2011年3月12日 - 3月15日、東北地方太平洋沖地震報道の影響で番組を休止した。
- 2011年3月16日より地震後の放送を開始。火曜日だが竹井志織が（翌3月17日も）、3月18日・3月19日放送では井伊恭子がそれぞれ代役を務めた。通常コーナーを中止し被災地を励ます内容に終始した。
- 2011年5月16日、TBSのみ放送休止した。
- 2012年5月29日[注 1]、『ミュージックナビ〜昨日と今日との交差点〜』と『あなたへモーニングコール』の合体版「こんな時間に来ちゃいました。深夜3時と早朝4時の交流戦」と題した特別番組が21:00 - 22:00に放送された（但しTBSのみ）。『ミュージックナビ』から向井政生（TBSアナウンサー）が、『あなたへモーニングコール』からは高田景子がそれぞれ出演した。
- 2013年3月31日、最終回を迎えた。日曜日担当の林さやかのほか、他曜日レギュラーの井伊恭子、夏目真紀子、高田景子の3人もスタジオに集結し、4人で放送した[6]。

## テーマ曲
番組のオープニングとエンディングで流れる曲は、ジャズピアニスト小曽根真による「ブリリアント・デイズ」。アルバム『パラダイス・ウィングス』に収録されている。また「今日は何の日」でのBGMは同アルバム収録の「ジェントル・ドリーム」である。

## 備考
- 『歌うヘッドライト』のCMネット状況を受け継いだため、当初CMが流れたのはキー局のTBSラジオのほか、HBC、TBC、CBC、OBC、RSK、RKBのみで、それ以外の局はCM時にはフィラー音楽が流れていた。2003年4月からSBS、10月から他の局でもCMが流れるようになった。そのためか放送開始時 - 2003年11月ごろまでは（9月まではCMネット局のみ）提供読み上げが局によって異なっていた。これは、CMを含め提供読みをJRNのラインに流さず、各局対応にしていたためであるが、ラジオ大阪はJRN非加盟のためそれができず、TBSラジオが録音したものをそのまま放送していたため、一貫してTBSラジオと同一である（後年は全局TBSラジオからの読み上げに統一）。
- オープニングや番組中盤にネット局数の読み上げがあるが、月曜日は特別なメンテナンスなどにより不定期で放送休止する局もあるため、読み上げをしない。
- 毎年12月25日は『ラジオ・チャリティー・ミュージックソン』（ニッポン放送などNRN10局企画ネット）を行うため、RAB、IBC、RFC、OBC、WBS、RCC、RNCでは年度により当番組を休止とする場合がある。
- 本番組の終了に伴い、土曜日付けの終夜放送を停止した局（TBSラジオ、YBSラジオ、KNBラジオ、RBC I-Radio他）がある他、終夜放送を維持した局であっても、TBSラジオの番組をそのままスライドでネットしたか、ニッポン放送の「オールナイトニッポン」へのネット変更をした局もある。